# إيغور بيلاييف
إيغور بيلاييف (بالروسية: Беляев, Игорь Александрович)‏ هو مدرب كرة قدم ولاعب كرة قدم روسي في مركز الوسط، ولد في 30 أغسطس 1975 في مدينة كورسك في روسيا. لعب مع أفانجارد كورسك.